# Bjerndrup (Aabenraa Kommune)
 For alternative betydninger, se Bjerndrup. (Se også artikler, som begynder med Bjerndrup)
Bjerndrup er en landsby ved Primærrute 8 midt mellem Tinglev og Kliplev i Sønderjylland med 208 indbyggere i byområdet (2010). Landsbyen hører til Kliplev Sogn, Aabenraa Kommune, Region Syddanmark.
Sønderborgbanen passerer tværs gennem landsbyen og havde fra 1901 til 1974 holdeplads her.
Bjerndrup Mølleå, der udspringer i Store Søgård Sø og løber ud i Sønderå, løber lige nord om landsbyen.
I 2020 havde Better Energy Management planer om et cirka 93 hektar stort solcelleanlæg ved Bjerndrup.

### Togulykke
Den 15. august 2025 skete en togulykke nær Bjerndrup, da toget InterCityLyn 951 afsporedes. Toget påkørte en gylletransporter, hvorved mindst to af togets vogne afsporedes. En person omkom, og adskillige blev kvæstet, heraf flere alvorligt.